# Oxycera limbata
Oxycera limbata är en tvåvingeart som beskrevs av Friedrich Hermann Loew 1862. Oxycera limbata ingår i släktet Oxycera och familjen vapenflugor. Inga underarter finns listade i Catalogue of Life.